# Az 1956-os forradalom jelszavai
Válogatás az 1956-os forradalom tüntetéseinek jelszavaiból:

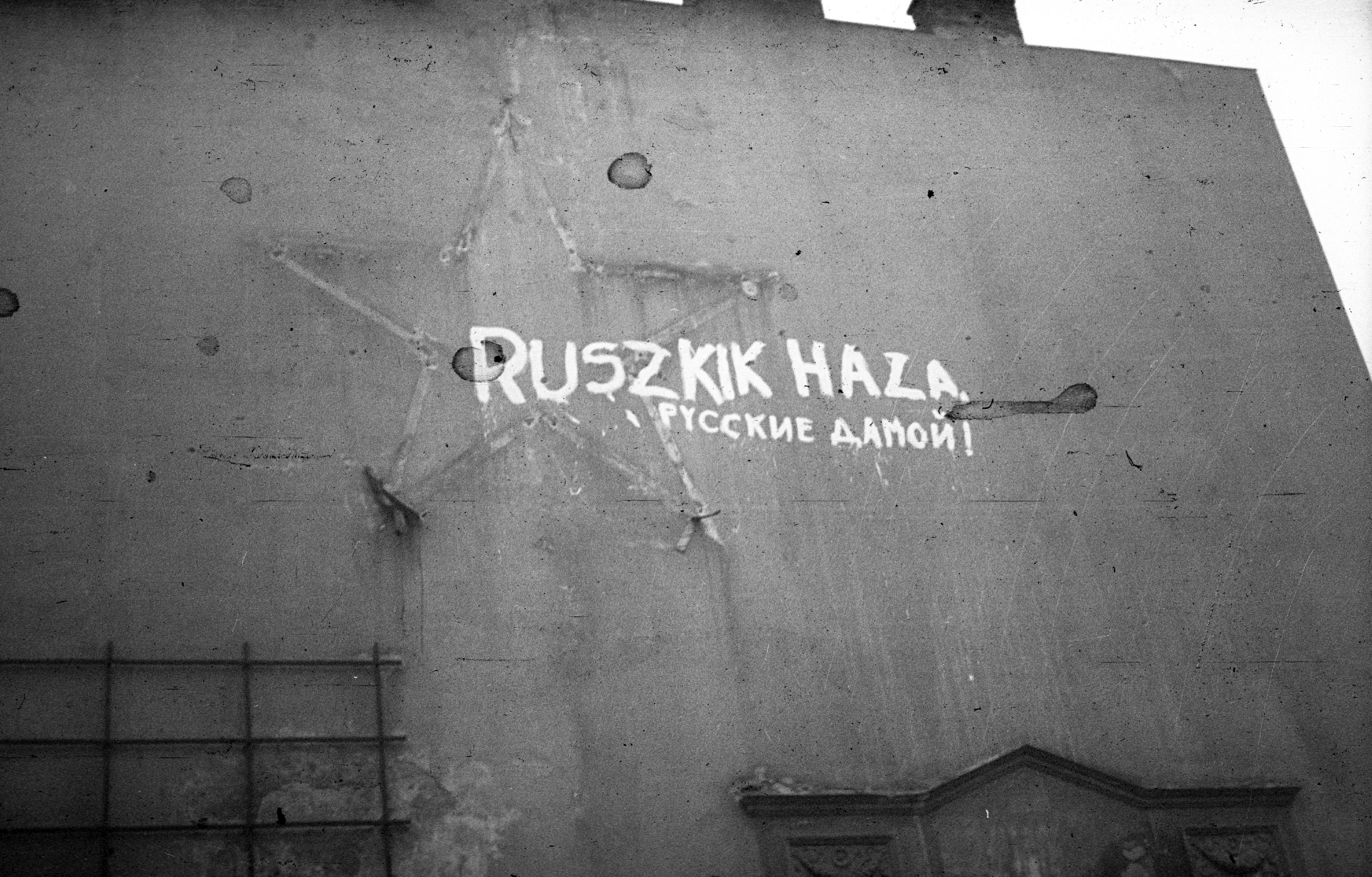
Egy Kálvin téri tűzfalon felirat 1956 októberében: Ruszkik haza

- Lengyelország példát mutat, kövessük a magyar utat!
- Új vezetés, új irány, új vezetőket kíván!
- Bem apó és Kossuth népe, menjünk együtt, kéz a kézbe!
- Munkás-paraszt gyerekek, együtt megyünk veletek!
- Új vezetést akarunk, Nagy Imrében bizalmunk!
- Nem állunk meg félúton, sztálinizmus pusztuljon!
- Szovjet sereg menjen haza, Sztálin-szobrot vigye haza!
- Függetlenség, szabadság!
- Éljen a lengyel nép!
- Éljen a lengyel munkáspárt!
- Munkás–paraszt hatalmat!
- Éljen a népi hadsereg!
- Rákosit a Dunába, Nagy Imrét a kormányba!
- Ruszkik haza!
- Aki magyar, velünk tart!
- Most vagy soha!
- Vesszen az önkény, éljen a törvény!
- Szabadságra szavazunk, Kossuth-címert akarunk!
- Ez a haza magyar haza, minden orosz menjen haza!